# 7 avril 1903
Le mardi 7 avril 1903 est le 97e jour de l'année 1903.

## Naissances
- Alfredo Almeida Rego (mort à une date inconnue), joueur de football brésilien
- Auguste Joubert (mort le 12 janvier 1988), personnalité politique française
- George Porteous (mort le 6 février 1978), personnalité politique canadienne
- Mario Baldi (mort le 27 juillet 1987), footballeur italien
- Odette Sorensen (morte le 1er décembre 1999), écrivaine française
- Willi Forst (mort le 11 août 1980), acteur et chanteur autrichien

## Décès
- Alfred Brugnot (né le 11 mai 1827), personnalité politique française

## Événements
- Pogrom de Kichinev en Bessarabie avec la complicité des autorités locales (Plehwe). Quarante neuf morts et 500 blessés. Deux mille familles perdent leur foyer[1].
- Création du club de football norvégien Fredrikstad FK